# آران (یولاخ)
آران (به لاتین: Aran یا ۲۸ آوریل) یک منطقه مسکونی در جمهوری آذربایجان است که در شهرستان یولاخ واقع شده‌است. آران ۷۲۶۳ نفر جمعیت دارد و پرجمعیت‌ترین منطقه پس از یولاخ در این شهرستان است.